# Marina Kaljurand

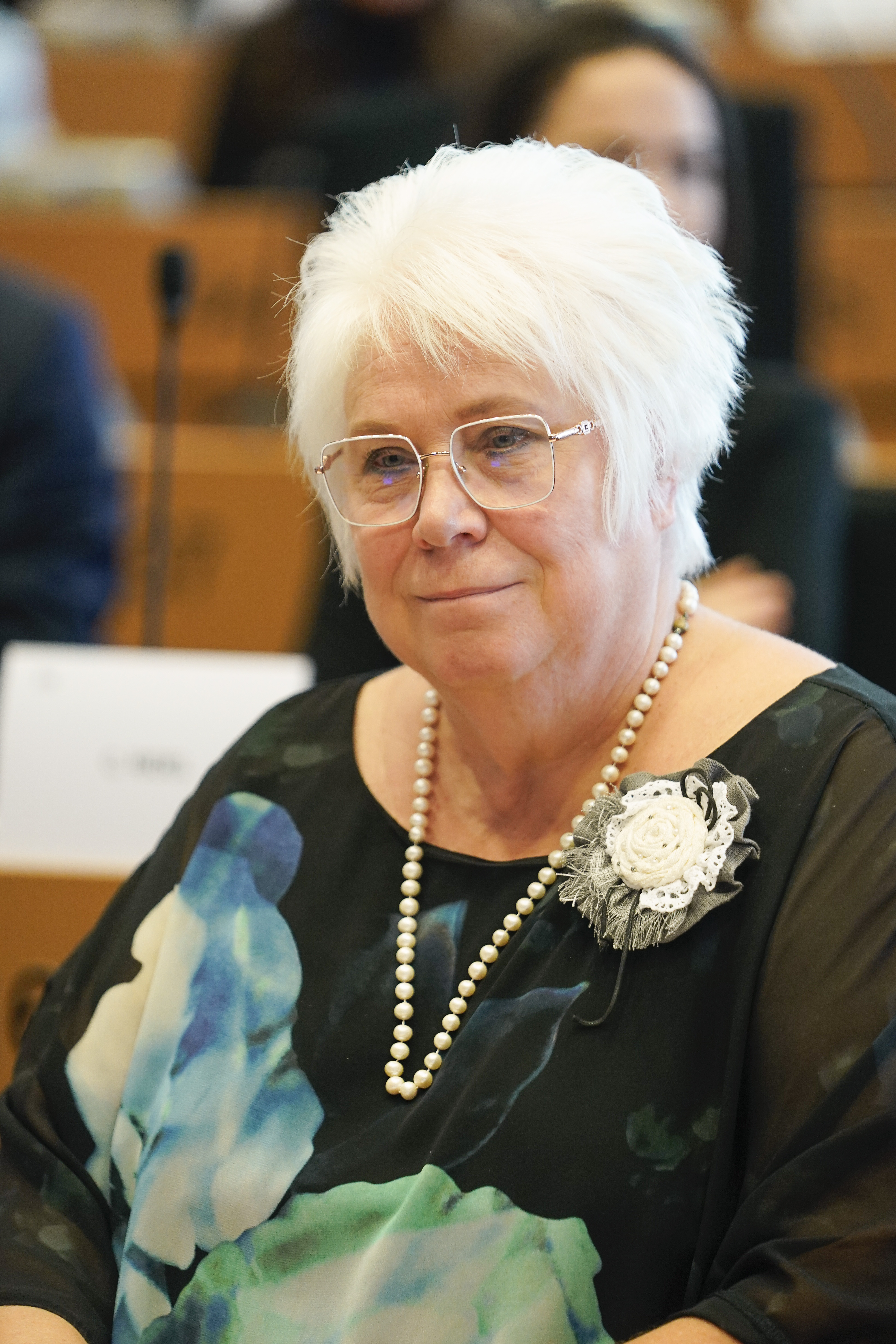
Marina Kaljurand (2024)

Marina Kaljurand (geborene Marina Rajevskaja; * 6. September 1962 in Tallinn) ist eine estnische Politikerin und Diplomatin. Vom 16. Juli 2015 bis zum 12. September 2016 war sie Außenministerin der Republik Estland.

## Leben
Marina Kaljurands Vater ist lettischer, ihre Mutter Veera Rajevskaja (1925–2024) russischer Abstammung. 
Sie machte 1981 ihr Abitur am heutigen Tallinna Inglise Kolledž in Tallinn. Anschließend studierte sie bis 1986 Rechtswissenschaft an der Universität im südestnischen Tartu.

### Diplomatin

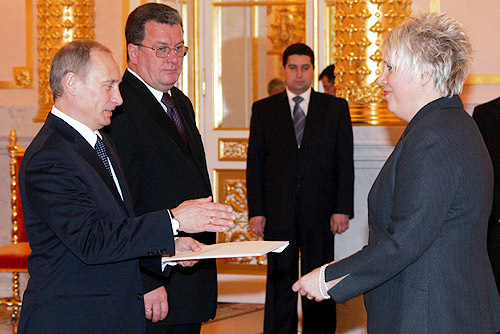
Marina Kaljurand (rechts) als estnische Botschafterin in Moskau mit Wladimir Putin, Februar 2006

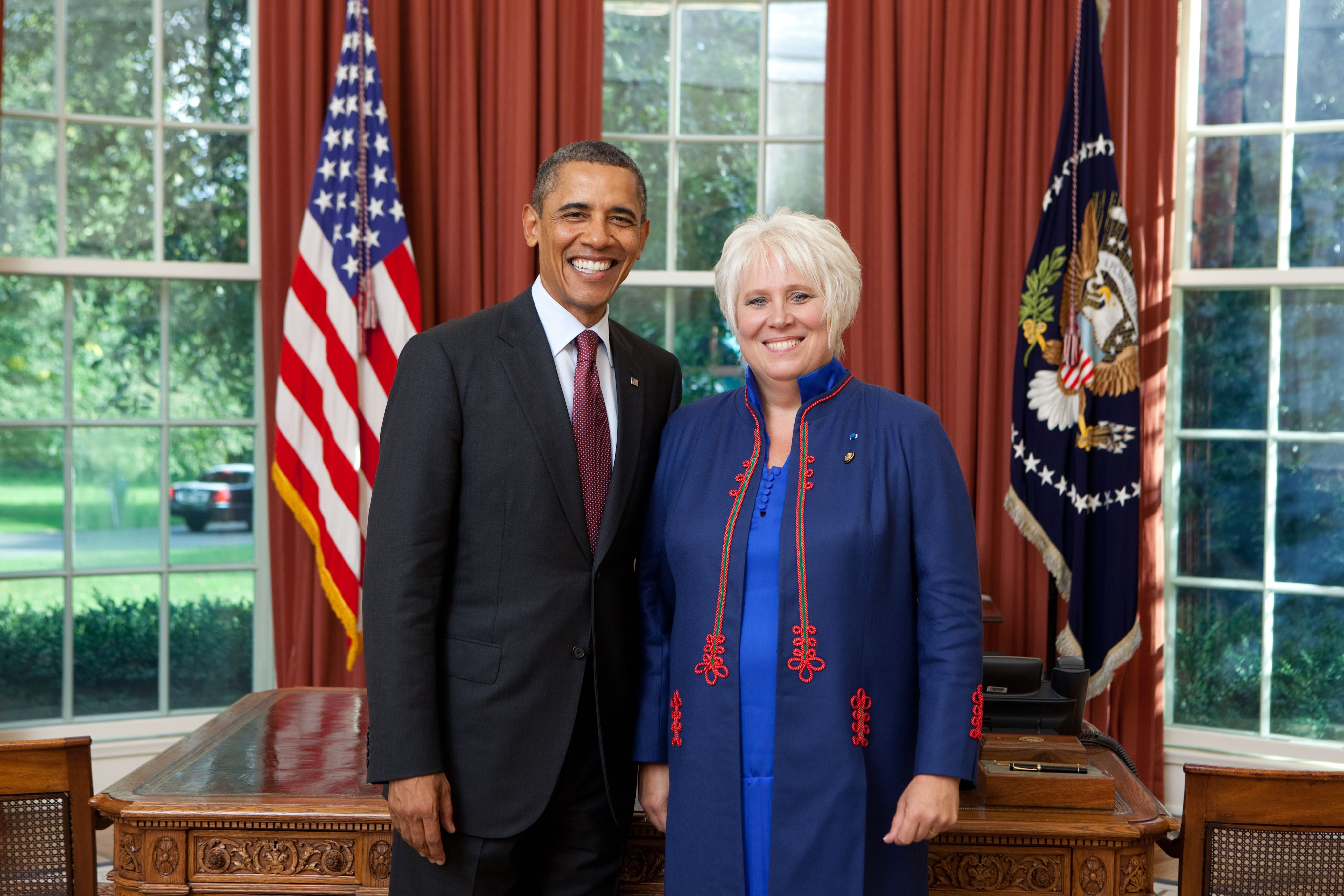
Marina Kaljurand mit Präsident Barack Obama (2011)

Nach Wiedererlangung der estnischen Unabhängigkeit trat sie 1991 dem neugegründeten diplomatischen Dienst Estlands bei. Zunächst war sie in der Abteilung für Presse- und Öffentlichkeitsarbeit tätig. Von 1992 bis 1996 war sie Referatsleiterin für völkerrechtliche Verträge in der Rechtsabteilung des Außenministeriums. Sie absolvierte daneben Aus- und Fortbildungen an der Estnischen Diplomatenschule, der Tufts University, der Universität Lapplands, der University of Pittsburgh und am Civil Service College im Vereinigten Königreich.
Von 1996 bis 1999 arbeitete Marina Kaljurand an der estnischen Botschaft in Helsinki. Von 1999 bis 2001 war sie Leiterin der Rechtsabteilung des estnischen Außenministeriums und von 2001 bis 2005 Unterstaatssekretärin (asekantsler) für Rechts- und Konsularfragen. Von 2004 bis 2006 war sie außerdem als estnische Botschafterin in Israel akkreditiert.
Von 2005 bis 2008 war Kaljurand Botschafterin der Republik Estland in Moskau. Von 2008 bis 2011 war sie im Außenministerium in Tallinn Unterstaatssekretärin für Außenhandel und Entwicklungszusammenarbeit. Von 2011 bis 2014 war sie estnische Botschafterin in Washington, D.C. (mit Doppelakkreditierung für Kanada und Mexiko). Anschließend kehrte sie nach Tallinn zurück und war als Unterstaatssekretärin für Rechts- und Konsularfragen zuständig.

### Außenministerin
Nach dem Rücktritt von Außenministerin Keit Pentus-Rosimannus war Marina Kaljurand seit dem 16. Juli 2015 im Kabinett von Ministerpräsident Taavi Rõivas estnische Außenministerin. Sie war zu diesem Zeitpunkt parteilos und wurde von der liberalen Reformpartei (Reformierakond) nominiert.
Am 9. September 2016 gab Kaljurand ihren Rücktritt als Außenministerin und ihre Kandidatur bei der Präsidentschaftswahl bekannt. Bei der Wahlversammlung am 24. September 2016 scheiterte sie allerdings bereits in der ersten Runde. Ihr Nachfolger im Amt des Außenministers wurde der liberale Politiker Jürgen Ligi.

### Abgeordnete
Bei der Parlamentswahl 2019 trat sie als Kandidatin der Sozialdemokratischen Partei Estlands (SDE) im Wahlkreis Harju (ohne Tallinn) und Rapla an. Dort schaffte sie es mit 5504 Wählerstimmen einen Sitz im estnischen Parlament (Riigikogu) zu erringen. Bei der folgenden Europawahl 2019 trat sie als Spitzenkandidatin der SDE an und konnte dort das beste Ergebnis aller Bewerber erreichen. Sie konnte so viele Stimme erzielen, dass die SDE zwei Abgeordnete nach Brüssel entsenden konnte. 2024 konnte sie ihr Mandat verteidigen und seitdem Mitglied des 10. Europäischen Parlaments.

### Privates
Seit 1975 war Kaljurand auch als Spitzensportlerin aktiv. Im Badminton gewann sie mehrere nationale Titel in Estland.
Marina Kaljurand ist mit dem ehemaligen Badmintonspieler Kalle Kaljurand (* 1960) verheiratet. Das Paar hat die Tochter Kaisa und den Sohn Kristjan. Beide Kinder sind ebenfalls als Badmintonspieler aktiv.